# 萵氏普亞鳳梨
萵氏普亞鳳梨（學名Puya raimondii），又名安地斯皇后，是玻利維亞及秘魯特有的一種鳳梨科植物，生長在海拔3200-4800米處。它們是由法國科學家阿爾西德·道比尼（Alcide d'Orbigny）於1830年在玻利維亞科恰班巴省海拔3960米處發現。取此名是為紀念在秘魯進行多年研究的義大利植物學家安東尼奥·萊蒙廸（Antonio Raimondi）。道比尼後來在秘魯查文德萬塔爾也發現此種植物。
萵氏普亞鳳梨的花序巨大。它們可以高達10米，每一顆植物中可以多於3000朵花朵及600萬顆種子。它們的生物循環約為40年。

## 外部連結
- Uncle Derek Says
- Strange Wonderful Things （页面存档备份，存于）
- Pony's Expeditions （页面存档备份，存于）